# 周廷佐
周廷佐，河南济源人，是一名清朝政治人物。举人出身。
周廷佐曾于1759年接替李交任娄县知县一职，1762年由邓培蒋接任。